# Шеф теряет терпение
«Шеф теряет терпение» (англ. Chef Goes Nanners) — эпизод 408 (№ 55) сериала «Южный Парк», премьера которого состоялась 5 июля 2000 года. Эпизод посвящён проблеме борьбы с расизмом.

## Сюжет
Эпизод начинается с того, что Джимбо и Шеф спорят о флаге Саут-Парка в офисе мэра. Джимбо хочет сохранить флаг, потому что это часть истории города, Шеф настаивает на том, что флаг расистский. Мэр спрашивает Шефа, что тот видит во флаге расистского. Её помощники разворачивают флаг — изображённые на нём четыре белых человечка вешают чёрного человечка на виселице. Шефа приводит в негодование расизм этого флага, которого другие не замечают.
Временный учитель мистер Вайленд решает провести в классе дебаты на тему «Изменять ли флаг». Детям дают один день на изучение вопроса и принятие решения. Стэн, Кенни и Кайл отправляются к Джимбо, и он говорит детям, что флаг — это важный элемент истории. Тем временем Венди, Клайд и Баттерс стоят с Шефом у супермаркета. Шеф пытается добиться поддержки своего протеста, но люди, похоже, не могут однозначно поддержать ни одну из сторон. В классе Стэн и Кайл возглавляют тех, кто хочет оставить флаг, а Венди и Картман — тех, кто хочет сменить его.
Во время обеда Кайл и Стэн просят Шефа помочь им. Едва услышав, что они хотят оставить флаг, Шеф (он же Абдул Мохаммед Джабар Рауф Карим Али, как он назвал себя, приняв ислам) срывается на мальчишек. Стэн и Кайл по-прежнему не понимают, что Шеф имеет против флага.
Картман предлагает Венди свою стратегию. Он собирается набрать компромата на Стэна и Кайла, и тем самым выиграть дебаты благодаря чёрному пиару. На митинг в городе выходят представители Ку-клукс-клана, громко провозглашая поддержку нынешнему флагу, символу «власти белых». Джимбо, Нед и прочие сторонники флага оказываются в сложном положении. Чтобы переломить ситуацию, они переодеваются в одежды клановцев и проникают на их тайное собрание. Там они предлагают клановцам новую стратегию: протестовать против флага, чтобы население, настороженно относящееся к ККК, поддержало другую сторону.
В это время мэр приглашает Шефа взглянуть на новый вариант флага. На нём повешенный чёрный широко улыбается. Шеф в ярости покидает помещение. Мэр объявляет, что решение по флагу будет принято на основании дебатов детей. Венди чувствует огромную ответственность, ей по ночам во сне является Картман, к которому она привязалась. В итоге она целует Картмана прямо перед телекамерами во время дебатов.
До Шефа и его сторонников наконец доходит, что Стэн и его друзья не замечали, что флаг расистский, потому что не обращали внимания на цвет кожи человечков. Они понимают, что именно мальчики продемонстрировали в данном случае настоящую толерантность. Новый вариант флага, обнародованный мэром, представляет собой всё ту же виселицу с негром, но теперь среди вешающих — представители всех рас, в том числе и один чёрный. Шеф заявляет, что мораль этой истории — в том, что в приступе антирасизма все чуть не превратились в экстремистов сами. Венди радуется, что всё хорошо кончилось, а она избавилась от навязчивых мыслей о Картмане благодаря поцелую. Картман соглашается и нервно смеётся. Венди догоняет Стэна, оставляя Картмана совсем одного; тот вздыхает и грустно идёт вдаль.

## Смерть Кенни
Кенни взорвался после того, как съел полную чашу содовых таблеток от живота, думая, что это ментоловые леденцы, и запил их водой. После взрыва следует короткая пауза, и все в комнате разрываются смехом и аплодисментами, затем Стэн говорит: «Круто получилось».

## Пародии
- Эпизод пародирует дискуссии во многих южных штатах: Джорджии, Южной Каролине и Миссисипи. Также можно заметить намёк на дискуссию 2000 года о том, может ли флаг Конфедерации висеть над Капитолием Южной Каролины (дискуссия закончилась принятием закона, в соответствии с которым флаг следовало спустить[1]).
- Сцена, в которой Шеф сжигает медитирующего монаха, — это ссылка на Тхить Куанг Дыка (Thích Quảng Đức), буддийского монаха из Вьетнама, который сжёг себя в Сайгоне в 1963 в знак протеста против притеснения правительством буддизма. Фотография, которую показывает Шеф, изображена на обложке первого альбома группы Rage Against the Machine, выступающей, среди прочего, против расизма.

## Факты
- Когда помощники мэра разворачивают флаг города, надпись «South Park» выполнена белым цветом. Однако в следующем кадре цвет надписи меняется на чёрный.
- В этом эпизоде появляются инопланетяне. Одного из них можно заметить выглядывающим из-за дерева, когда Джимбо и Нед в одежде Ку-клукс-клана встречают Шефа на дороге.
- Короткая флейтовая мелодия, с которой начинается сон Венди, — отрывок из «Прелюдии к Послеполуденному отдыху фавна» Клода Дебюсси.
- У Венди висит постер с Расселом Кроу в ванной. Позже Рассел Кроу будет спародирован в серии «Ждём новый фильм Терренса и Филлипа».
- Исламское имя Шефа — Абдул Мохаммед Джабар-Рауф Карим Али. В этом имени смешаны имена Абдул Карим аль-Джабар (игрок NBA), Махмуд Абдул-Рауф (также баскетболист) и Мохаммед Али.
- Перед сном Венди видно, что она спит в берете. Это также первый из двух эпизодов, где Венди без него.